# Sphaerionillum quadrisignatum
Sphaerionillum quadrisignatum är en skalbaggsart som beskrevs av Bates 1885. Sphaerionillum quadrisignatum ingår i släktet Sphaerionillum och familjen långhorningar. Inga underarter finns listade i Catalogue of Life.